# Калчо Стоянов
Калчо Стоянов е български печатар, деец на Българското възраждане в Македония, собственик на българска печатница в Цариград в края на XIX век.

## Биография
Калчо Стоянов е роден около 1842 година в Ресен, тогава в Османската империя. Работи като градинар и амбулантен продавач на зарзават в столицата Цариград. Натрупва пари и макар и неграмотен отваря българска печатница в града, в която работят двамата му сина Нанчо и Кръсте, по-късно дейци на ВМОРО. В печатницата му се печата екзархийският орган вестник „Новини“.
През 1901 година е заловен заедно със сина си Нанчо, покрай опита на гемиджиите атентат срещу Отоман Банк в Цариград. След разкрития на властите, двамата са осъдени на 101 години и заточени в Синоп, където Калчо Стоянов умира преди Младотурската революция в 1908 година, когато Нанчо е амнистиран.